# HD 72626
HD 72626，又名CD-24 7089，SAO 176061、HR 3381，是一颗恒星，视星等为6.19，位于銀經246.67，銀緯9.05，其B1900.0坐标为赤經8h 28m 45.5s，赤緯-24° 9.05′ 55″。